# Distretto urbano di Bukoba
Il distretto urbano di Bukoba è un distretto della Tanzania situato nella regione del Kagera. È suddiviso in 14 (wards) e conta una popolazione di 144 938 abitanti (censimento 2022).

## Suddivisione amministrativa
Il distretto è diviso nelle seguenti circoscrizioni (wards), tra parentesi gli abitanti (censimento 2022):
1. Bakoba (16 118)
2. Bilele (3 502)
3. Buhembe (5 849)
4. Hamugembe (10 006)
5. Ijuganyondo (2 670)
6. Kagondo (9 143)
7. Kahororo (9 885)
8. Kashai (33 328)
9. Kibeta (13 214)
10. Kitendaguro (7 314)
11. Miembeni (4 058)
12. Nshambya (13 975)
13. Nyanga (5 089)
14. Rwamishenye (10 787)